# Samuel Haughton
Samuel Haughton, född 21 december 1821 i Carlow, död 31 oktober 1897, var en irländsk geolog, professor.
Haughton prästvigdes 1845 och var professor i geologi vid Trinity College i Dublin 1851-81 och president i Royal Irish Academy 1887. Han utövade en mycket omfattande vetenskaplig författarverksamhet i en starkt koncentrerad, men ovanligt klar stil.
De flesta av hans geologiska avhandlingar återfinns i "Journal of the Dublin Geological Society", "Proceedings of the Royal Irish academy" och "Proceedings of the Royal Society of London". De behandlar Irlands och Wales mineralogi, Irlands graniter, "Old red sandstone" i trakten av Waterford med mera. Bland hans större verk märks Manual of Geology (1865; andra upplagan 1886), The Three Kingdoms of Nature (1869), Manual of Tide and Tidal Currents (1869).
Vid koleraepidemin 1866 organiserade han en frivillig läkarkår och gjorde under densamma studier över de mekaniska principerna för muskelverksamheten, sammanfattade i Principles of Animal Mechanics (andra upplagan 1873), där klarare än annars framträder hans opposition mot evolutionsläran, baserad på hans varmt religiösa åskådning.
Haughton var även verksam på kemins område och försökte med matematiska formler och kurvor påvisa sammanhanget emellan grundämnenas atomvikter och atomvärden. Han tilldelades Cunninghammedaljen 1848.